# Dallas-Love repülőtér
A Dallas-Love repülőtér (IATA: DAL, ICAO: KDAL) az Amerikai Egyesült Államok egyik jelentős repülőtere, amely Dallas közelében található. Éves utasforgalma 17 591 609 fő (2023). A repülőtér az USA 32., Észak-Amerika 37. legforgalmasabb repülőtere volt 2022-ben. Ez Dallas második repülőtere.

## Légitársaságok és úticélok
2024-ben a Dallas-Love repülőtérről az alábbi járatok indulnak:
| Légitársaság       | Célállomások | Források    |
| ------------------ | --- | ----------- |
| Alaska Airlines    | Seattle/Tacoma | [ 1 ]       |
| Delta Air Lines    | Atlanta | [ 2 ]       |
| JSX                | Cabo San Lucas, Denver–Rocky Mountain, Gunnison/Crested Butte, Houston–Hobby, Lajitas, Las Vegas, Miami–Opa Locka, Scottsdale (kezdődik 2024. október 2-től) Szezonális: Destin–Executive, Taos | [ 5 ]       |
| Southwest Airlines | Albuquerque, Amarillo, Atlanta, Austin, Baltimore, Birmingham (AL), Burbank, Charleston (SC), Charlotte, Chicago–Midway, Chicago–O'Hare, Colorado Springs, Columbus–Glenn, Denver, Destin/Fort Walton Beach, El Paso, Fort Lauderdale, Fort Myers, Harlingen, Houston–Hobby, Indianapolis, Kansas City, Las Vegas, Little Rock, Long Beach, Los Angeles, Louisville, Lubbock, Memphis, Miami, Midland/Odessa, Milwaukee, Nashville, New Orleans, New York–LaGuardia, Oakland, Omaha, Ontario, Orange County, Orlando, Panama City (FL), Pensacola, Phoenix–Sky Harbor, Pittsburgh, Raleigh/Durham, Sacramento, Salt Lake City, San Antonio, San Diego, San Jose (CA), Sarasota, Savannah, St. Louis, Tampa, Tucson, Tulsa, Washington–National Szezonális: Boise, Boston, Bozeman, Buffalo, Corpus Christi, Fresno, Hayden/Steamboat Springs, Jacksonville (FL), Minneapolis/St. Paul, Montrose, Myrtle Beach, Norfolk, Palm Springs, Philadelphia, Portland (OR), Providence, Reno/Tahoe, Seattle/Tacoma | [ 8 ] [ 9 ] |

## Futópályák
A repülőtér futópályái:
- 13L/31R (7752 ft, 150 ft, beton)
- 13R/31L (8800 ft, 150 ft, beton)

## Forgalom
Az utasforgalom az elmúlt években az alábbi módon változott:
| Utasok száma | 6 711 877 | 6 685 618 | 5 889 756 | 6 874 717 | 7 744 522 | 8 173 927 | 14 497 498 | 15 723 617 | 7 684 653 | 17 591 609 |
|              | 1998      | 2001      | 2004      | 2006      | 2009      | 2012      | 2015       | 2017       | 2020      | 2023       |